# Likvidacija (ekonomija)
Likvidacijski postopek ali likvidacijo predlaga oseba ali organ, ki je sprejel odločitev o prenehanju pravne osebe (družba lahko preneha tudi s sodno odločbo). Namen likvidacijskega postopka je razdeliti premoženje družbe med upnike in izbris družbe iz sodnega registra družb.
Upniki prijavijo svoje terjatve likvidacijskemu upravitelju, ki jih v končnem likvidacijskem postopku sorazmerno razdeli med vse prijavljene upnike. 
Terjatve upnikov, ki niso bile prijavljene do dneva, ko jih je bilo še mogoče upoštevati v osnutku glavne razdelitve likvidacijske mase, poravna po končanem likvidacijskem postopku tisti, v dobro katerega je vplačan ostanek premoženja likvidacijske mase po glavni razdelitvi, in sicer le do višine vrednosti prevzetega premoženja.